# كينيزي مراد
كينيزي مراد (بالفرنسية: Kenizé Mourad)‏ روائية وصحفية فرنسية هندية.
ولدت في باريس في 14 تشرين الثاني 1939 وسُجلت ولادتها بتاريخ 15 حزيران 1940. هي ابنة الأميرة التركية سلمى "ابنة السلطانة خديجة أحد أعضاء الأسرة الحاكمة في تركيا خلال العهد العثماني، حفيدة السلطان مراد الخامس ووالدها أمير وهو راجا دولة بادالبور في الهند. فقدت كينيزي والدتها بعد وقت قصير من ولادتها.
تربّت كينيزي في بيئة كاثوليكية فرنسية سويسرية.

## بداياتها
درست كينيزي علم النفس وعلم الاجتماع في السوربون أثناء رحلاتها الطويلة إلى الهند وباكستان.
وفي عامها العشرين قادها بحثها عن أصولها لاكتشاف الإسلام من خلال نصوص كبار المتصوفين في الإسلام. عملت كصحافية مستقلة منذ عام 1965 حتى عام 1970 عندما التقت هيكتور غالارد الذي قدم لها عملاً في صحيفة Nouvel Obs.
بدأت مقالاتها تُنشر في الصحيفة عام 1971، التي قضت فيها اثنتي عشرة سنة كاختصاصية في شؤون الشرق الأوسط وشبه القارة الهندية. وكانت تغطي أخبار بنغلادش وباكستان حيث عاشت لبعض الوقت. وغطت خاصة أخبار الثورات الإيرانية والأثيوبية وأخبار الحرب اللبنانية. وفي العام 1983 تركت الصحافة وكرست نفسها للكتابة.

## أدبها
بعد أن بحثت كينيزي في تركيا ولبنان والهند لتغطية احتياجات روايتها نشرت «من طرف الأميرة الميتة» أو «حياة أميرة عثمانية في المنفى» عام 1987 تروي من خلالها قصة عائلتها، التي بدأت عام 1918 حيث تغلبت الدول الغربية على الدولة العثمانية، وتحولت تركيا إلى حكم جمعية «تركيا الفتاة» وعلى رأسها مصطفى كمال. وكيف عاشت الأميرة سلمى «والدة كينيزي» في المنفى في لبنان والهند وفرنسا مع سجل حافل بالأحداث عن انتهاء السلطنة واستيلاء الغرب على أراضيها واستعمارها التي شهدتها الأميرة وعانتها. وتُعد رواية «من طرف الأميرة الميتة» أو «حياة أميرة عثمانية في المنفى» من أكثر الكتب مبيعاً في العالم، كما أنها تُرجمت إلى أكثر من 30 لغة.
تابعت كينيزي عملها في الصحافة بشكل متقطع حتى عام 1990 ثم نشرت عام 1998 روايتها الثانية «حديقة بادالبور» حيث تابعت فيها سرد قصة حياتها من خلال سيرة حياة زهر «كينيزي مراد» الابنة «البيولوجية» لأمير راجا بادالبور المسلم، سليلة الثقافة الأوروبية التربية، التي تبحث عن أصولها في الهند العلمانية في مظهرها والعنصرية في جوهرها. نالت الرواية الكثير من التقدير والجوائز، وحققت مبيعات خيالية.
عام 1994 نشرت كتابها «الحياة في اسطنبول» الذي تتحدث فيه عن تاريخ اسطنبول التي كانت عاصمة الأباطرة الرومان، الطغاة البيزنطيين والسلاطين العثمانيين. تكشف في كتابها هذا عن نمط الحياة الفريد في المدينة، وتحث القارئ على اكتشاف طبيعة منازلها وقصورها الفخمة الواقعة على الشواطئ الأوروبية والآسيوية من البوسفور.
نشرت روايتها الثالثة عام 2003 «عبق أرضنا، أصوات من فلسطين ومن إسرائيل» وهو حصيلة مقابلاتها مع رجال ونساء وأطفال فلسطينيين وإسرائيليين. تحدثت فيه عن الواقع المؤلم للصراع الفلسطيني الإسرائيلي.

## مقالات
- Daughters of Ataturk Women of Distinction Awards for 2003
- الجريدة
- صحيفة الثورة
- aljazeera.net

## روابط خارجية
- كينيزي مراد على موقع IMDb (الإنجليزية)

- حديقة بادالابو جريدة البيان الكتب